# Мамаду Сако
Мамаду Сако (фр. Mamadou Sakho; рођен 13. фебруара 1990) је француски фудбалер, који тренутно наступа за Кристал Палас и репрезентацију Француске.
Каријеру је започео у Паризу, а 2002. године је прешао у омладински погон Пари Сен Жермена, за који је дебитовао у октобру 2007. године. Са Пари Сен Жерменом је освојио сва 4 домаћа трофеја. У Ливерпул је прешао 2013. године за 18 милиона фунти.
За сениорску репрезентацију Француске дебитовао је 2010. године против Енглеске. Наступао је и на Светском првенству 2014.